# Ремлинген (Доња Саксонија)
Ремлинген (њем. Remlingen) град је у њемачкој савезној држави Доња Саксонија. Једно је од 37 општинских средишта округа Волфенбител. Према процјени из 2010. у граду је живјело 1.893 становника. Посједује регионалну шифру (AGS) 3158024.

## Географски и демографски подаци
Ремлинген се налази у савезној држави Доња Саксонија у округу Волфенбител. Град се налази на надморској висини од 138 метара. Површина општине износи 21,6 km². У самом граду је, према процјени из 2010. године, живјело 1.893 становника. Просјечна густина становништва износи 88 становника/km².